# 200-Meilen-Rennen von Mid-Ohio 1981

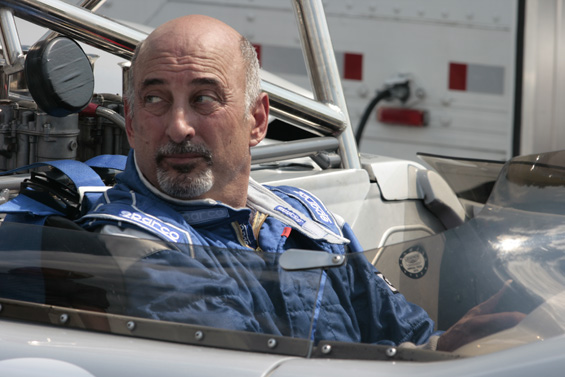
Der zweitplatzierte Bobby Rahal 2010

Das 200-Meilen-Rennen von Mid-Ohio 1981, auch Red Roof Inns GT 200, Mid-Ohio Sports Car Course, fand am 31. Mai dieses Jahres auf dem Mid-Ohio Sports Car Course statt. Das Rennen war der zehnte Lauf der IMSA-GTP-Serie 1981.

## Das Rennen
Das Rennen auf dem Mid-Ohio Sports Car Course endete mit einem erneuten Triumph für den Briten Brian Redman auf einem Lola T600. Vor diesem Erfolg hatte er bereits die Wertungsläufe in Laguna Seca und Lime Rock für sich entschieden. Dazu kam der Gesamtsieg beim 24-Stunden-Rennen von Daytona, den er gemeinsam mit Bob Garretson und Bobby Rahal auf einem Porsche 935K3 einfuhr.
Die beste Trainingszeit erzielte John Paul junior im Porsche 935 JLP-3 mit einer Zeit von 1:29,170 Minuten. Redman war im Training Sechster. Das Renne gewann er mit einem Vorsprung von 31 Sekunden auf das Duo Giampiero Moretti und Bobby Rahal. Redman war wieder ohne Teamkollegen gestartet. Dadurch musste er mehr als 2 Stunden alleine durchfahren, ersparte sich aber beim Boxenstopp zum Nachtanken den Fahrerwechsel. Diese verlorene Zeit konnten Moretti und Rahal, die einen Wechsel hatten, gegen den schnellen Lola nicht aufholen.

## Ergebnisse

### Schlussklassement
| 1           | GTX | 7  | Kent-Cooke Wood Racing  | Brian Redman                     | Lola T600               | 84 |
| 2           | GTX | 30 | Momo/Penthouse          | Giampiero Moretti Bobby Rahal    | Porsche 935/78-81       | 84 |
| 3           | GTX | 18 | JLP Racing              | John Paul junior                 | Porsche 935 JLP-3       | 84 |
| 4           | GTX | 1  | John Fitzpatrick Racing | John Fitzpatrick                 | Porsche 935 K3/80       | 82 |
| 5           | GTX | 2  | BMW North America       | David Hobbs                      | BMW M-1/C               | 82 |
| 6           | GTX | 0  | Interscope Racing       | Ted Field Bill Whittington       | Porsche 935K3/80        | 80 |
| 7           | GTO | 25 | Red Lobster Racing      | Dave Cowart Kenper Miller        | BMW M1                  | 78 |
| 8           | GTO | 67 | Joe Crevier             | Joe Crevier Al Unser junior      | BMW M1                  | 78 |
| 9           | GTU | 85 | Logan Blackburn         | Logan Blackburn                  | Datsun 280ZX            | 77 |
| 10          | GTU | 92 | Kent Racing             | Lee Mueller                      | Mazda RX-7              | 76 |
| 11          | GTU | 98 | Kent Racing             | Walt Bohren Rick Knoop           | Mazda RX-7              | 76 |
| 12          | GTU | 32 | Alderman Datsun         | George Alderman                  | Datsun 240Z             | 76 |
| 13          | GTU | 62 | Kegel Enterprises       | Bill Knoll                       | Porsche 911             | 76 |
| 14          | GTU | 22 | Personalized Autohaus   | Wayne Baker                      | Porsche 914/4           | 76 |
| 15          | GTU | 23 | Raytown Datsun          | Frank Carney                     | Datsun 280ZX            | 75 |
| 16          | GTO | 34 | Drolsom Racing          | George Drolsom                   | Porsche 924 Carrera     | 74 |
| 17          | GTU | 82 | Trinity Racing          | Jim Cook                         | Mazda RX-7              | 74 |
| 18          | GTO | 26 |                         | Tim Selby Earl Roe               | Porsche Carrera RSR     | 73 |
| 19          | GTO | 11 |                         | Kim Mason                        | Chevrolet Corvette      | 71 |
| 20          | GTU | 50 | Downing Atlanta         | Jim Downing Irv Hoerr            | Mazda RX-7              | 70 |
| 21          | GTO | 91 | Electrodyne Racing      | Chester Vincentz Lance Van Every | Porsche 934             | 70 |
| 22          | GTO | 28 |                         | Fred Stiff Mike Follmer          | Datsun 280ZX Turbo      | 70 |
| 23          | GTO | 72 |                         | Jean Kjoller Jay Kjoller         | Porsche Carrera RSR     | 69 |
| 24          | GTO | 80 |                         | Ronald Vanke                     | Chevrolet Corvette      | 69 |
| 25          | GTU | 39 | Foreign Exchange        | John Higgins Chip Mead           | Porsche 911             | 68 |
| Ausgefallen |     |    |                         |                                  |                         |    |
| 26          | GTX | 6  | Team Zakspeed Roush     | Klaus Ludwig                     | Ford Mustang Turbo      | 70 |
| 27          | GTX | 27 |                         | Rich Sloma                       | Chevrolet Corvette      | 65 |
| 28          | GTO | 04 | T & R Racing            | Rene Rodriguez Tico Almeida      | Porsche Carrera RSR     | 56 |
| 29          | GTU | 55 | Mandeville Racing       | Roger Mandeville Amos Johnson    | Mazda RX-7              | 51 |
| 30          | GTX | 3  | Andial Meister Racing   | Rolf Stommelen                   | Porsche 935M16          | 49 |
| 31          | GTX | 86 | Bayside Disposal Racing | Bruce Leven Hurley Haywood       | Porsche 935/80          | 39 |
| 32          | GTO | 31 | Midwest Team Corvett    | Larry Trotter                    | Chevrolet Corvette      | 39 |
| 33          | GTO | 10 |                         | Paul Chunta Mark Voegele         | Chevrolet Corvette      | 39 |
| 34          | GTX | 8  | J.L.P. Racing           | John Paul senior                 | Lola T600               | 38 |
| 35          | GTO | 76 | Philip Keirn            | Philip Keirn                     | Chevrolet Corvette      | 37 |
| 36          | GTX | 73 |                         | Del Russo Taylor                 | Chevron GTP             | 30 |
| 37          | GTU | 77 |                         | Patrick Jacquemart               | Renault Le Car Turbo    | 24 |
| 38          | GTU | 17 | Dan Furey               | Dan Furey                        | Furey Mk.1              | 22 |
| 39          | GTX | 19 | Chris Cord Racing       | Chris Cord Jim Adams             | Chevrolet Monza         | 21 |
| 40          | GTO | 83 | Electramotive           | Don Devendorf                    | Datsun 280ZX Turbo      | 18 |
| 41          | GTO | 79 | Whitehall Promotions    | Bob Bergstrom                    | Porsche 924 Carrera GTR | 15 |
| 42          | GTU | 66 | Jack Dunham             | Jack Dunham                      | Mazda RX-7              | 9  |
| 43          | GTU | 47 |                         | Jim Mullen                       | Mazda RX-7              | 2  |

### Nur in der Meldeliste
Hier finden sich Teams, Fahrer und Fahrzeuge, die ursprünglich für das Rennen gemeldet waren, aber aus den unterschiedlichsten Gründen daran nicht teilnahmen.
| Pos. | Klasse | Nr. | Team           | Fahrer                     | Chassis             |
| ---- | ------ | --- | -------------- | -------------------------- | ------------------- |
| 44   | GTX    | 00  |                |                            | Porsche 935K3/80    |
| 45   | GTU    | 01  | Roehrig Racing | Dave White J. Dana Roehrig | BMW 320i            |
| 46   | GTO    | 05  |                | Tico Almeida               | Porsche Carrera RSR |
| 47   | GTO    | 06  | Bill Wink      | Bill Wink                  | Chevrolet Corvette  |
| 48   | GTX    | 07  |                | Ludwig Heimrath junior     | Porsche 935         |
| 49   | GTU    | 4   |                | Exay Borrero               | BMW 320i            |
| 50   | GTO    | 15  |                | Doug Lutz                  | Porsche Carrera RSR |
| 51   | GTO    | 16  |                | Paul Resnick               | Porsche Carrera RSR |
| 52   | GTU    | 38  | Jack Buchinger | Jack Buchinger             | Datsun 280ZX        |
| 53   | GTO    | 41  |                | Rusty Schmidt              | Chevrolet Corvette  |
| 54   | GTX    | 45  | Wayne Darling  | Wayne Darling              | Chevrolet Camaro    |
| 55   | GTU    | 46  |                | David Miller               | Datsun 240Z         |
| 56   | GTO    | 48  | Dynasales      | John Carusso               | Chevrolet Corvette  |
| 57   | GTU    | 49  |                | Al Cosentino Bob Speakman  | Mazda RX-7          |
| 58   | GTU    | 57  |                | Robert Overby              | Porsche 914/6       |
| 59   | GTU    | 71  |                | Charles Morgan             | Datsun 280ZX        |
| 60   | GTO    | 75  |                | Dale Kreider               | Chevrolet Corvette  |
| 61   | GTU    | 94  |                | Bob Speakman               | Datsun 240Z         |
| 62   | GTO    | 97  |                | Jimmy Spencer Dean Spencer | Ford Mustang        |

### Klassensieger
| Klasse | Fahrer          | Fahrer        | Fahrzeug     | Platzierung im Gesamtklassement |
| ------ | --------------- | ------------- | ------------ | ------------------------------- |
| GTX    | Brian Redman    |               | Lola T600    | Gesamtsieg                      |
| GTO    | Dave Cowart     | Kenper Miller | BMW M1       | Rang 7                          |
| GTU    | Logan Blackburn |               | Datsun 280ZX | Rang 9                          |

### Renndaten
- Gemeldet: 62
- Gestartet: 43
- Gewertet: 25
- Rennklassen: 3
- Zuschauer: unbekannt
- Wetter am Renntag: unbekannt
- Streckenlänge: 3,862 km
- Fahrzeit des Siegerteams: 2:08:38,927 Stunden
- Gesamtrunden des Siegerteams: 84
- Gesamtdistanz des Siegerteams: 324,444 km
- Siegerschnitt: 151,315 km/h
- Pole Position: John Paul junior – Porsche 935 JLP-3 (#18) – 1:29,170 – 155.936 km/h
- Schnellste Rennrunde: Brian Redman – Lola T600 (#7) – 1.28,520 – 157,080 km/h
- Rennserie: 10. Lauf zur IMSA-GTP-Serie 1981